# Tamaricella parvula
Tamaricella parvula är en insektsart som först beskrevs av Dlabola 1961.  Tamaricella parvula ingår i släktet Tamaricella och familjen dvärgstritar. Inga underarter finns listade i Catalogue of Life.